# Lisa Müller (Autorin)
Lisa Müller (* 1992 in Illingen) ist deutsche Autorin, die in einem autobiografischen Bestseller über ihr ehemaliges Leben als minderjährige Prostituierte berichtete.

## Leben
Müller wuchs in Illingen auf. Nach eigenen Angaben war sie schon als Zehnjährige inspiriert von dem Fernsehfilm Natalie – Endstation Babystrich und habe sich dann im Alter von 14 Jahren entschlossen, als Prostituierte zu arbeiten. Die Kontakte zu den teilweise wesentlich älteren Freiern seien zunächst von diesen in sozialen Netzwerken, später auch durch Müller selbst auf Erotikportalen geknüpft worden. Einmal sei sie von einem Freier vergewaltigt worden. Zeitweise habe ihr damaliger Freund, ein Privatdetektiv, sie gegen eine finanzielle Beteiligung beschützt, nachdem er sie nicht zum Ausstieg bewegen konnte. Mit 18 Jahren sei sie wegen Depressionen und Albträumen ausgestiegen.

## Nimm mich, bezahl mich, zerstör mich!(2013)
Zwei Jahre nach ihrem Ausstieg brachte der Schwarzkopf & Schwarzkopf Verlag im März 2013 den autobiografischen Erfahrungsbericht Nimm mich, bezahl mich, zerstör mich! über ihr Leben als Prostituierte heraus. Das Buch hielt sich 17 Wochen in der Spiegel-Bestsellerliste. Nach eigenen Angaben verlor Müller aufgrund der Veröffentlichung ihre Arbeit als Büroangestellte. Im Oktober 2014 veröffentlichte sie bei Kindle Direct Publishing ein zweites Buch über ihr Leben nach dem Ausstieg als E-Book für Kindle. Es ist seit Mai 2017 auch als Taschenbuch erhältlich. Eine Rezension im Focus bezweifelte die „angeblich pädagogische Absicht“ und führte an, der Verlag Schwarzkopf & Schwarzkopf sei auf „voyeuristische Leserbedürfnisse“ spezialisiert.

## Werke
- Nimm mich, bezahl mich, zerstör mich! Mein Leben als minderjährige Prostituierte in Deutschland. Schwarzkopf & Schwarzkopf, Berlin 2013, ISBN 978-3-86265-238-9.
- Facettenreich. Mein Leben nach der Kinderprostitution. E-Book für Kindle 2014, 2017 Taschenbuch ISBN 978-1-52140-439-3.